# Claudi Agatèmer
Claudi Agatèmer ((grec antic: Κλαύδιος Ἀγαθήμερος, llatí: Claudius Agathemerus) va ser un metge grec que va viure al segle i.
Va néixer a Lacedemònia i va ser deixeble del filòsof Cornut, a casa del qual es va fer amic del poeta Persi cap a l'any 50 aproximadament. Suetoni l'anomena Agatern, però es tracta d'un error. Portava el nom de Claudi perquè la seva família era clienta hereditària de la gens Clàudia de Roma, tal com diu Suetoni.